# Piet Verschelde
Piet Verschelde (Waregem, 3 november 1964) is een voormalig Belgisch voetbalcoach en voormalig voetballer die als aanvaller speelde. 

## Spelerscarrière
Verschelde startte zijn carrière bij Zultse VV. Via KMSK Deinze, SK Roeselare, FCN Sint-Niklaas belandde hij in 1990 bij tweedeklasser KRC Harelbeke, waar hij zijn beste jaren kende. In 1992 verhuisde hij naar SK Lommel, waar hij zijn debuut in eerste klasse maakte. Een jaar later keerde hij echter al terug naar tweede klasse, waar hij voor Excelsior Moeskroen tekende. Verschelde speelde met Moeskroen drie keer de eindronde, maar pas in 1996 slaagde hij er met Moeskroen in om te promoveren naar eerste klasse. Verschelde keerde echter terug naar KRC Harelbeke, dat op dat moment ook in eerste klasse zat. In het seizoen 1996/1997 maakte hij twintig goals, waarmee hij tweede werd achter topscorer Robert Spehar van Club Brugge die dat seizoen 26 goals scoorde. 
Verschelde verdiende zo een mooie transfer naar OGC Nice in de Franse Ligue 1, en kreeg als trainer Michel Renquin. OGC Nice kende toen echter een woelige periode omwille van nieuwe eigenaars en er was ook heel wat onenigheid tussen de supporters. Daarop besliste hij zelf om de club te verlaten na het seizoen.
Later speelde hij nog voor RWD Molenbeek, RAEC Mons en VW Hamme en hij stopte in 2002 met voetballen.

## Trainerscarrière
Verschelde trainde tien jaar Jong Zulte, waarmee hij promoveerde van Vierde naar Tweede provinciale. In november 2013 werd hij trainer van eerste provincialer SK Maldegem, maar daar werd hij eind september 2014 ontslagen.
In mei 2015 werd Verschelde aangesteld als trainer van tweedeprovincialer KVC Deerlijk Sport. In zijn derde seizoen werd Verschelde kampioen met Deerlijk Sport. In december 2018 raakte bekend dat Verschelde na afloop van het seizoen 2018/19 afscheid zou nemen bij Deerlijk Sport. Verschelde, die zijn trainersambt combineerde met een job als postbode, kondigde aan dat hij scout zou worden van Zulte Waregem. In maart 2019 stapte Verschelde sneller dan verwacht op bij Deerlijk Sport. Verschelde trad in 2019 effectief toe tot de scoutingcel van Zulte Waregem.
In januari 2025 maakte Verschelde een comeback in de dug-out: de voormalige aanvaller werd de nieuwe trainer van eersteprovincialer KFC Moen.